# Астуа, Хавьер
Хавьер Астуа Арая (6 ноября 1968 — 4 января 2022) — коста-риканский профессиональный футболист, игравший на позиции нападающего.

## Биография
Астуа родился 6 ноября 1968 года в Кепосе. Большую часть карьеры он провёл в «Пунтаренасе». В сентябре 1992 года он сыграл два матча за мексиканскую команду «Атлетико Морелия». Затем он провёл четыре месяца в чилийской команде «Палестино», но не сумел закрепиться в клубе. После этого он вернулся в Коста-Рику, где присоединился к «Алахуэленсе». Позже он играл за «Сан-Карлос», который покинул в ноябре 1995 года после травмы. Следующим его клубом стал «Эредиано», который уволил его в марте 1996 года. Он закончил свою карьеру в «Кармелите» из-за очередной травмы.
Он дважды становился лучшим бомбардиром чемпионата Коста-Рики: в 1992 и 1994 годах.
Астуа дебютировал за сборную Коста-Рики в товарищеском матче против Сальвадора в апреле 1992 года и сыграл в общей сложности 13 матчей за сборную, забив семь голов. Он представлял свою страну в четырёх квалификационных матчах чемпионата мира и играл на Кубке наций Центральной Америки 1993 года.
Свой последний матч за сборную он сыграл в январе 1994 года против Норвегии.
Астуа был женат, у него были дочь и сын, который стал футбольным тренером на любительском уровне. Он умер 4 января 2022 года в возрасте 53 года.